# Think tank
Un think tank (in inglese letteralmente serbatoio di pensiero, ma traducibile in italiano con le locuzioni centro studi, centro di ricerca, laboratorio d'idee, istituto d'investigazione, gabinetto strategico, pensatoio o gruppo di riflessione) è un organismo, un istituto, una società o un gruppo, tendenzialmente indipendente dalle forze politiche (anche se non mancano centri studi governativi), che si occupa di analisi delle politiche pubbliche e quindi di settori che vanno dalla politica sociale alla strategia politica, dall'economia alla scienza e la tecnologia, dalle politiche industriali o commerciali alle consulenze militari, sino all'arte e alla cultura.

## Denominazione
Il termine viene coniato negli Stati Uniti d'America durante la seconda guerra mondiale, quando il Dipartimento della Difesa crea delle unità speciali per l'analisi dell'andamento bellico chiamate in gergo proprio think (pensiero) tank (tanica, serbatoio, ma anche carro armato).

## Storia
Anche se il primo nacque in Inghilterra (Fabian Society, 1884), i laboratori di idee sono una peculiarità tutta statunitense. È stata la cultura pragmatica di cui gli Stati Uniti d'America sono pervasi a favorirne la nascita, lo sviluppo e infine l'istituzionalizzazione. Tali organismi producono dati, informazioni, consigli e previsioni per i fautori politici (coloro che realizzano le politiche pubbliche) tenendo conto dello scopo per il quale sono stati fondati e dello stato reale delle cose; pertanto valutano le possibilità di una politica pubblica e ne scovano opportunità, risorse, obiettivi e conseguenze riscontrabili o riscontrate. Ad oggi la politica statunitense non può evitare di fare riferimento a queste strutture, tanto che negli ultimi anni ne sono sorte anche alcune governative.

## I gruppi di riflessione nel mondo

### Italia
In passato in Italia sono state attive diverse scuole di pensiero e di formazione politica facenti parte dei grandi partiti politici di massa; il più conosciuto è l'Istituto di studi comunisti (informalmente noto come "Scuola delle Frattocchie"), scuola di formazione ufficiale del PCI.
Oggi i centri ricerca più conosciuti nel campo della politica internazionale sono ISPI, IAI e Centro Studi Internazionali, mentre in ambito economico è IBL. Ve ne sono poi altri più generalisti, quali AREL oppure Italia Futura presiedute rispettivamente da Enrico Letta e da Luca Cordero di Montezemolo. Oltre a queste troviamo altre fondazioni di matrice politica: FareFuturo di Adolfo Urso, ItalianiEuropei di Massimo D'Alema e diverse altre. Una classifica 2020 “Global Go To Think Tank Index Report” (quattordicesima edizione) dell’Università di Pennsylvania, che monitora oltre 8.000 think tank internazionali, tra cui alcuni italiani, è disponibile online.

### Germania
In Germania quasi tutti i partiti politici hanno le loro scuole di pensiero associate: la Friedrich-Ebert-Stiftung (o FES, dell'SPD), la Konrad-Adenauer-Stiftung (della CDU), la Rosa-Luxemburg-Stiftung (della Linke) e altre.
Sono presenti anche pensatoi più generici, tra cui Transparency International (che ha sviluppato nel 1995 il Corruption Perceptions Index)

### Francia
L'IFRI è uno dei centri studi più antichi e più autorevoli d'Europa; si occupa di affari internazionali. A sinistra si trova la Fondation Jean-Jaurès, collegata al Partito Socialista, e Terra Nova.

## Nella cultura di massa
"Think tank" è il titolo dell'omonimo settimo album in studio del gruppo musicale Blur, il cui cantante Damon Albarn ha definito come un album tematico i cui temi maggiormente ricorrenti sono la pace, la contrarietà alla guerra in Iraq, l'amore e la politica. La copertina del disco è tratta da un'opera del graffitaro britannico Banksy.
Il concetto è citato nel film Come un gatto in tangenziale di Riccardo Milani, dove Antonio Albanese impersona Giovanni, personaggio immaginario che presiede un centro ricerche impegnato in uno studio sulla situazione delle periferie italiane su mandato del Parlamento Europeo.